# Kleine honingzuiger
De kleine honingzuiger (Hedydipna platura synoniemen: Anthreptes platurus en Anthodiaeta platura) is een zangvogel uit de familie  Nectariniidae (honingzuigers) die voorkomt in Sub-Saharisch Afrika.

## Kenmerken
De lichaamslengte van het mannetje met staart bedraagt 16 cm, vrouwtje 8- tot 9 cm en de vogel weegt tussen de 5,7 en 7,7 g. Het is een kleine honingzuiger met een relatief korte, gebogen snavel. Het mannetje in broedkleed is van boven en op de keel en borst glanzend groen met een koperkleurige metaalglans. De stuit en de lange staart zijn van boven glanzend donkerblauw waarbij de middelste staartpennen 5 tot 8,8 cm langer zijn dan de rest. De nijlhoningzuiger lijkt zeer sterk op deze soort en werd in de vorige eeuw ook als een ondersoort beschouwd. Bij de kleine honingzuiger ontbreekt  de smalle, donkere purperkleurige band (of is heel erg smal) die het groen van de keel begrenst. De buik van het mannetje is verder geel. Het vrouwtje verschilt sterk van het mannetje, ze mist de lange staart, ze is van boven grijsbruin en van onder licht groengeel, verder een donkere oogstreep en daarboven een dunne roomkleurige wenkbrauwstreep.

## Verspreiding en leefgebied
Er zijn geen ondersoorten: De kleine honingzuiger komt voor in Mauritanië en Senegal en dan verder oostwaarts tot in Soedan en W-Ethiopië. Verder in Guinee, Ivoorkust, N-Kameroen, NO-Congo-Kinshasa, Oeganda en NW-Kenia.
Het leefgebied bestaat uit betrekkelijk droge gebieden met struikgewas, bossavanne met Acacia, maar ook wel in tuinen.

## Status
De grootte van de populatie is niet gekwantificeerd. De vogel is algemeen in geschikt leefgebied. Men veronderstelt dat de soort in aantal stabiel is en om deze reden staat deze honingzuiger als niet bedreigd op de Rode Lijst van de IUCN.